# Phyllonorycter christenseni
Phyllonorycter christenseni är en fjärilsart som beskrevs av Georg Derra 1985. Phyllonorycter christenseni ingår i släktet guldmalar, och familjen styltmalar.
Artens utbredningsområde är Grekland. Inga underarter finns listade i Catalogue of Life.